# Alopecosa cursor
Alopecosa cursor là một loài nhện trong họ Lycosidae.
Loài này thuộc chi Alopecosa. De panterspin được Carl Wilhelm Hahn miêu tả năm 1831.